# Tour de la Dordogne
Le Tour de la Dordogne est une course cycliste par étapes française disputée au mois de juin dans le département de la Dordogne. Elle est organisée par l'ASPTT Périgueux
Durant son existence, la compétition fait partie du calendrier national de la Fédération française de cyclisme.

## Palmarès
| Année                    | Vainqueur                | Deuxième                 | Troisième           |
| ------------------------ | ------------------------ | ------------------------ | ------------------- |
| Tour Nord de la Dordogne |                          |                          |                     |
| 1987                     | Jean-Luc Besse           | Pascal Delestage         | Jean-Paul Audebert  |
| 1988                     | Yves Brusson             | Christophe Lanxade       | P. Dewever          |
| 1989                     | Stéphane Lietron         | Jacques Descoins         | Blaise Chauvière    |
| Tour de la Dordogne      |                          |                          |                     |
| 1990                     | Hristo Zaikov            | Gilles Bouvard           | Denis Pelizzari     |
| 1991                     | Thierry Ferrer           | Xavier Jan               | Lylian Lebreton     |
| 1992                     | Pascal Badin             | René Taillandier         | Didier Rous         |
| 1993                     | Pascal Peyramaure        | Laurent Roux             | Pascal Berger       |
| 1994                     | Denis Leproux            | Francis Bareille         | Martin Slaník       |
| 1995                     | Christophe Rinero        | David Moncoutié          | Mickaël Pichon      |
| 1996                     | Frédéric Delalande       | Guillaume Destang        | David Moncoutié     |
| 1997                     | Denis Leproux            | Sylvain Bolay            | Pascal Peyramaure   |
| 1998                     | Pascal Pofilet           | Éric Drubay              | Frédéric Morel      |
| 1999                     | Igor Pavlov              | James Canevet            | Cyril Bos           |
| 2000                     | Gilles Canouet           | Raphaël Ruffinoni        | Jonathan Dayus      |
| 2001                     | Stéphan Ravaleu          | Sébastien Bordes         | Jonathan Dayus      |
| 2002                     | Christophe Thébault      | Matti Helminen           | Frédéric Delalande  |
| 2003                     | Yvan Sartis              | Arnaud Labbe             | Freddy Ravaleu      |
| 2004                     | Denis Robin              | Gilles Canouet           | Florent Aubier      |
| 2005                     | Benoît Luminet           | Ivan Rybakov             | Aivaras Baranauskas |
| 2006                     | Maxim Gourov             | Nicolas Reynaud          | Paweł Wachnik       |
| 2007                     | Julien Simon             | Sébastien Fournet-Fayard | Benoît Luminet      |
| 2008                     | Franck Charrier          | Johan Mombaerts          | Gaylord Cumont      |
| 2009                     | Jean Mespoulède          | Arnaud Courteille        | Yannick Martinez    |
| 2010                     | annulé                   | annulé                   | annulé              |
| 2011                     | Angélo Tulik             | Mickael Olejnik          | Matthieu Jeannès    |
| 2012                     | Thomas Rostollan         | Jérôme Mainard           | Guillermo Lana      |
| 2013,                    | Pierre-Henri Lecuisinier | Sébastien Fournet-Fayard | François Bidard     |
| 2014                     | annulé                   | annulé                   | annulé              |
| 2015,                    | Luc Tellier              | Stéphane Poulhiès        | Samuel Plouhinec    |
| 2016                     | Paul Ourselin            | Romain Campistrous       | Guillaume Bonnet    |
| 2017                     | annulé                   | annulé                   | annulé              |